# مبی‌بیت
مبی‌بیت یک ضریبی از واحد بیت است که برای انبارش داده کامپیوتری استفاده می‌شود. پیشوند مبی به معنی ۲۲۰ می‌باشد در نتیجه یک مبی‌بیت، ۱٬۰۴۸٬۵۷۶ بیت خواهد بود. علامت مبی‌بیت، Mibit است.
این واحد توسط کمیسیون الکتروتکنیکی بین‌المللی (آی‌ئی‌سی) ثبت شد و از طرف تمامی سازمان‌های اصلی مورد قبول واقع گردید. مبی‌بیت طراحی شده بود تا جایگزین مگابیت، به معنی ۱۰۶ بیت، شود.
۱ مبی‌بیت = ۲۲۰ بیت = ۱۰۲۴ کیبی‌بیت
پیشوند مبی یک تک‌واژ چندوجهی می‌باشد که از واژگان مگا (میلیون) و باینری (دودویی) مشتق شده است.
پیشوندهای دودویی و به تبع آن مبی‌بیت جزو دستگاه بین‌المللی یکاها (آی‌اس‌کیو) هستند ولی در دستگاه بین‌المللی یکاها (اس‌آی) نیامده‌اند.
این یکا بیشتر برای اندازه‌گیری ظرفیت حافظهٔ تراشه‌های رَم و رام کاربرد دارد.